# 農業信用保證基金
財團法人農業信用保證基金（簡稱農信保基金）是中華民國農業信用保證制度實行機構，由政府機關、農業行庫及農會、漁會共同捐助基金於1983年9月27日正式成立。位於臺北市中正區「壽德大樓」。宗旨為協助擔保能力不足之農漁民增強受信能力，獲得農業經營所需資金，以改善農漁業經營，提高農漁民收益，並促使農業金融機構積極推展農業貸款業務，以發揮其融資功能 。主管機關為農業部農業金融署。

## 沿革
- 1983年9月27日，由政府機關、農業行庫及農會、漁會共同捐助基金，以財政部為主管機關，正式成立一個為農漁業服務的全國性農業信用保證機構。
- 1984年3月1日，農業信用保證基金正式開辦保證業務。
- 2004年7月1日，行政院金融監督管理委員會成立，自財政部移歸該機構主管。
- 2006年1月1日，行政院基於農業金融監理一元化之體制已建立，為使農業金融體系更完整，即日起改隸行政院農業委員會，現改制為農業部主管。